# Margarita Pérez Herráiz
Margarita Pérez Herráiz, née le 30 mai 1955 à Lugo, est une femme politique espagnole membre du Parti socialiste ouvrier espagnol (PSOE).
Elle est députée de Lugo entre mars 2008 et septembre 2011, et de juillet 2014 à mars 2019.

## Biographie

### Études et profession
Elle adhère en 1977 au Parti socialiste ouvrier espagnol et devient fonctionnaire administrative des corps généraux de la fonction publique de la Junte de Galice en 1985.
Elle obtient son diplôme de conseillère sociale à l'université de La Corogne en 1991. Elle intègre l'année suivante le comité national du Parti des socialistes de Galice-PSOE (PSdeG-PSOE). Elle suit le cursus supérieur de gestion des ressources humaines de l'école de commerce de Caixa Vigo en juin 1993.

### Premiers mandats en Galice
Pour les élections autonomiques du 21 octobre 2001, elle est investie troisième de la liste du PSdeG-PSOE dans la circonscription de Lugo. Élue au Parlement de Galice, elle est rétrogradée en quatrième position au cours des élections autonomiques anticipées du 19 juin 2005 mais conserve son mandat.

### Arrivée au Congrès
Dans la perspective des élections générales du 9 mars 2008, le PSOE l'investit candidate au Congrès des députés, en deuxième position dans la province de Lugo derrière le secrétaire à l'Organisation du parti José Blanco. Elle remporte un mandat de députée nationale et abandonne en conséquence son siège de parlementaire autonomique.
Au cours de ce premier mandat, elle est deuxième vice-présidente de la commission de la Coopération internationale pour le développement, membre de la commission de l'Environnement, de l'Agriculture et de la Pêche, et membre de la commission des Politiques d'intégration du handicap. Elle intègre le comité fédéral du PSOE après le XXXVIIe congrès fédéral, organisé en juillet 2008.

### Perte de mandat et retour
Elle échoue à se faire réélire au cours des élections législatives anticipées du 20 novembre 2011. Quittant le comité fédéral en 2012 et le comité national du PSdeG-PSOE en 2013, elle revient finalement au Congrès le 8 juillet 2014, après que José Blanco a été élu député européen. Siégeant à la commission de la Santé et des Services sociaux, à la commission de la Coopération internationale pour le développement et à la commission bicamérale pour les Relations avec le Défenseur du peuple, elle est porte-parole adjointe à la commission de Suivi et d'évaluation du pacte de Tolède.
Elle prend la tête de la liste socialiste dans la circonscription de Lugo aux élections législatives du 20 décembre 2015. Pour ce troisième mandat, elle reste membre de la commission de la Coopération internationale pour le développement, de la commission du pacte de Tolède, et devient porte-parole du groupe socialiste à la commission de l'Agriculture, de l'Alimentation et de l'Environnement.
À l'occasion des primaires internes du Parti des socialistes de Galice-PSOE du 28 mai 2016 pour la désignation du chef de file aux élections autonomiques du 25 septembre suivant, elle apporte son soutien à José Luis Méndez Romeu face à Xoaquín Fernández Leiceaga, qui l'emporte finalement avec 55 % des voix.
Réélue une nouvelle fois lors des élections législatives anticipées du 26 juin 2016, elle est confirmée comme porte-parole à la commission de l'Agriculture, membre de la commission de la Coopération, de la commission du pacte de Tolède. Elle intègre la commission de l'Énergie, du Tourisme et du Numérique et devient deuxième vice-présidente de la commission d'enquête sur la crise financière et le programme international d'assistance. Elle indique le 24 octobre suivant qu'elle respectera la décision adoptée par le comité fédéral du PSOE concernant le vote d'investiture de Mariano Rajoy. Lors du scrutin organisé au Congrès le 29 octobre, elle tient parole et opte pour l'abstention, conformément au mandat approuvé à 60 % par le parlement interne du parti.
Pour les primaires internes organisées le 21 mai 2017 dans le cadre du XXXIXe congrès fédéral du Parti socialiste ouvrier espagnol, elle appuie la candidature de Patxi López, aux côtés de la maire de Lugo Lara Méndez et du président de la députation provinciale Darío Campos, mais celui-ci termine troisième avec 10 % des voix. Elle est rétrogradée porte-parole adjointe à la commission de l'Agriculture en juillet suivant.
Après l'annonce d'élections générales anticipées pour le mois d'avril 2019, elle fait part de sa volonté d'abandonner la vie politique et dit se sentir « mal à l'aise » avec la politique. Elle regrette que les débats politiques et parlementaires aient perdu leur « sérieux et le respect ».